# 木村行宏
木村 行宏（きむら ゆきひろ、1973年7月26日 - ）は、大相撲の行司の一人である。本名、福永 幸敏（ふくなが ゆきひろ）。
玉ノ井部屋所属。血液型O型。

## 来歴・人物
宮崎県宮崎市瓜生野出身。1992年宮崎日本大学高等学校卒業。1992年1月初土俵。第26代式守伊之助の付け人につく。
幼いころは、テレビで観る天気予報が好きで気象予報士を夢見る少年だった。
中学に入り、それまで見たことのないような大きな体の小錦関に魅了され大相撲中継を観るようになり大乃国関（後の第62代横綱）のファンとなり力士への夢を馳せるも自身の体格の限界を感じそれでも夢をあきらめきれず、行司を志す。
母親が諦めさせるために相撲協会へ電話を入れるとなぜか話はとんとん拍子に進み当時、春日野部屋から独立したばかりの新しい部屋である玉ノ井部屋を紹介される。高校3年の9月、先代の玉ノ井親方から直接電話をもらいその年の11月場所（福岡）に来るように言われる。
当時、行司は定員を満たしている状態だったが、急遽1名の退職者があり九州場所後の12月25日に上京。この日から行司人生が始まった。甘いマスクと力強い声、冷静、俊敏な動きにファンも多い。行司になってすぐ付け人についた第26代式守伊之助はもちろん第27代式守伊之助、第28代木村庄之助この三者に憧れ日々行司道に精進している。
因みに、趣味はカラオケ。演歌からポップスまでレパートリーは幅広い。Favorite songは「ああ上野駅」（井沢八郎、1964年）。

## エピソード
平成4年秋場所千秋楽、第26代式守伊之助が停年を迎え、行司人生最後の日の出来事を引退後に執筆した著書の中で紹介している。以下、著書より引用。
平成28年10月秋巡業、倉敷場所において巡業副部長名で2枚の注意書きが貼り出された。書いたのは、木村行宏。異例ともいえる巡業部からの注意書きを皮肉たっぷりにユーモアを交えた内容もさることながら記事がSNSにアップされるとあまりにもの文字の達筆さに、字がキレイすぎて内容が入ってこないなどの驚きと称賛の声が多数よせられた。
平成29年11月九州場所後に地元である宮崎に「木村行宏宮崎後援会」が発足し、後援会より装束が贈呈された。装束は夏用で、上の直垂（ひたたれ）に福永家の家紋、下の袴には、母方の家紋を濃紺地に銀糸で入れた装束を行宏自らが考案し現在着用している。

令和二年 十一月場所 十三日目
東方 貴源治(千賀ノ浦部屋 ) 西方 白石 (玉ノ井部屋) 行司は木村行宏。
土俵際で、もつれる相撲となり、行宏の軍配は東方力士貴源治にあがる。
土俵下の審判の手が上がり物言いがついた。
協議の結果、行司軍配差し違えとなった。
この時 勝負審判５人の中には、西方力士 白石と行宏が所属する部屋の玉ノ井親方も入っていた。
行宏は、白石に勝ち名乗りをあげ、この日の裁きを終えた。
後日 行宏は、警備担当の某親方から
「差し違えの一番を警備室のモニターで数名の親方と見ていた。もつれた相撲に親方衆から おおっ と どよめきがおこった。でも私は東方力士に 軍配をあげた行司に感動して 思わず 拍手をしていた。」と、言われた。
自分の所属する部屋の力士の取組、さらには 土俵下に部屋の親方、きわどい相撲、この状況で他の部屋の力士に軍配を挙げた 公平さ、潔さに 感動を受けたとの ことだった。
親方の言葉に 救われ、報われた思いがした行宏は、あらためて 裁きにむかう姿勢と 更なる精進を心に決めたのであった。

宮崎に帰省した際は、必ず『家庭料理の店 てんびん』と『宮崎うどん ふくや』を訪れる。『てんびん』の料理は、すべて手作りでどれも美味しく なかでも まん丸としたコロッケは 超絶品である。
『ふくや』の うどんも人気があり、なかでも カレーうどんは、絶妙なカレールーに 様々なトッピングと しめに、おにぎりを入れて、最後のひと口まで 美味しくいただける。『てんびん』と『ふくや』に、顔をだすと、宮崎に帰ってきたと実感する。
令和二年二月 『木村行宏 ハゲます会』が発足。 宮崎市に事務所を置き、木村行宏を激励すると共に、宮崎に於いて素材豊かな力士候補者獲得のための、情報収集や スカウト活動の補助を目的とし、現在も会員を募っている。

## 経歴
- 1992年1月　木村行男の名で初土俵
- 1992年3月　序ノ口格として番付に初掲載
- 1994年1月　序二段格昇進
- 1996年1月　木村幸二郎に改名
- 1997年1月　三段目格昇進
- 2001年1月　木村行男に戻す
- 2006年5月　木村行之介に改名
- 2007年1月　幕下格昇進
- 2009年9月　木村行宏に改名
- 2011年11月　十両格昇進